# Håkan Ericson
Håkan Georg Ericson (Åby, 29 maggio 1960) è un allenatore di calcio ed ex calciatore svedese.

## Biografia
È figlio dell'ex calciatore ed ex allenatore Georg Ericson, già CT della Svezia ai Mondiali 1974 e 1978.

## Carriera
Dopo una carriera da calciatore nelle serie minori con le maglie di Åby IF, FK Kick e IK Sleipner, è diventato allenatore nel 1983.
Nel 1987 ha ottenuto una promozione dalla quarta alla terza serie con il Råsunda IS, nei due anni a seguire è stato assistente di Sanny Åslund all'AIK. È tornato a vestire il ruolo di capoallenatore nel 1990.
Nell'ottobre 2001 l'IFK Norrköping lo ha firmato come assistente dell'allenatore ad interim Tor-Arne Fredheim per le ultime tre partite della stagione, con il club in lotta per la salvezza. Ericson ha iniziato a Norrköping anche il campionato seguente, ma con l'esonero di Bengt-Arne Strömberg è stato chiamato alla guida della squadra, potendo così allenare per la prima volta nel massimo campionato svedese da capo allenatore. La stagione 2002 si è conclusa con una retrocessione in Superettan, nonostante ciò Ericson ha guidato i biancoblu fino al settembre 2003.
Terminata la parentesi all'IFK Norrköping, Ericson ha lavorato come insegnante presso l'Università di Örebro e presso la Federcalcio svedese.
Dal 2011 è stato commissario tecnico della Nazionale Under-21 svedese. La sua squadra non ha partecipato agli Europei 2013 di categoria, poiché sconfitta ai play-off dai pari età dell'Italia. Qualificatasi invece per l'edizione Europei 2015, la sua Svezia ha superato la fase a gironi, poi ha sconfitto la Danimarca in semifinale (4-1) e vinto il primo titolo continentale Under-21 della propria storia battendo il Portogallo in finale ai calci di rigore. Già prima dell'inizio degli Europei 2017, Ericson ha comunicato la decisione di lasciare la panchina a prescindere dall'esito della competizione.
Nel dicembre del 2019 ha assunto l'incarico di CT della Nazionale maggiore delle Fær Øer.

## Statistiche
Statistiche aggiornate al 18 novembre 2024.

### Statistiche da allenatore

#### Nazionale
| Squadra         | Naz                | dal              | al              | Record | Record | Record | Record     | Record | Record | Record | Record |
| G               | V                  | N                | P               | GF     | GS     | DR     | % Vittorie |        |        |        |        |
| --------------- | ------------------ | ---------------- | --------------- | ------ | ------ | ------ | ---------- | ------ | ------ | ------ | ------ |
| Svezia U-21     | Svezia (bandiera)  | 1º gennaio 2011  | 30 giugno 2017  | 63     | 31     | 12     | 20         | 108    | 81     | +27    | 49,21  |
| Svezia Olimpica | Svezia (bandiera)  | 5 agosto 2016    | 11 agosto 2016  | 3      | 0      | 1      | 2          | 2      | 4      | −2     | &0,00  |
| Fær Øer         | Fær Øer (bandiera) | 16 dicembre 2019 | 16 ottobre 2024 | 48     | 9      | 13     | 26         | 42     | 80     | −38    | 18,75  |
| Totale          | Totale             | Totale           | Totale          | 114    | 40     | 26     | 48         | 152    | 165    | −13    | 35,09  |

### Nazionale Svedese Under-21
Statistiche aggiornate al 19 giugno 2019.
| 2011               | Svezia U-21        | Qual. Euro U-21 2013 | 1º nel Gruppo 2, perde lo spareggio, non qualificato | 5  | 4  | 1  | 0  | 80,00 | 8   | 1  | +7  |
| 2012               | Svezia U-21        | Qual. Euro U-21 2013 | 1º nel Gruppo 2, perde lo spareggio, non qualificato | 7  | 3  | 0  | 4  | 42,86 | 12  | 13 | -1  |
| 2013               | Svezia U-21        | Qual. Euro U-21 2015 | 1º nel Gruppo 7, qualificato                         | 5  | 2  | 1  | 2  | 40,00 | 11  | 10 | +1  |
| 2014               | Svezia U-21        | Qual. Euro U-21 2015 | 1º nel Gruppo 7, qualificato                         | 5  | 4  | 0  | 1  | 80,00 | 13  | 7  | +6  |
| giu. 2015          | Svezia U-21        | Euro U-21 2015       | Vincitore                                            | 5  | 2  | 2  | 1  | 40,00 | 7   | 4  | +3  |
| 2015               | Svezia U-21        | Qual. Euro U-21 2017 | 1º nel Gruppo 6, qualificato                         | 4  | 3  | 1  | 0  | 75,00 | 10  | 1  | +9  |
| 2016               | Svezia U-21        | Qual. Euro U-21 2017 | 1º nel Gruppo 6, qualificato                         | 6  | 4  | 2  | 0  | 66,67 | 14  | 6  | +8  |
| giu. 2017          | Svezia U-21        | Euro U-21 2017       | 3º nel Girone A                                      | 3  | 0  | 2  | 1  | &0,00 | 2   | 5  | -3  |
| Dal 2011 al 2017   | Svezia U-21        | Amichevoli           |                                                      | 23 | 9  | 3  | 11 | 39,13 | 31  | 34 | -3  |
| Totale Svezia U-21 | Totale Svezia U-21 | Totale Svezia U-21   | Totale Svezia U-21                                   | 63 | 31 | 12 | 20 | 49,21 | 108 | 81 | +27 |

#### Panchine da commissario tecnico della nazionale svedese Under-21
| Cronologia completa delle presenze e delle reti in nazionale ― Svezia under 21 | Cronologia completa delle presenze e delle reti in nazionale ― Svezia under 21 | Cronologia completa delle presenze e delle reti in nazionale ― Svezia under 21 | Cronologia completa delle presenze e delle reti in nazionale ― Svezia under 21 | Cronologia completa delle presenze e delle reti in nazionale ― Svezia under 21 | Cronologia completa delle presenze e delle reti in nazionale ― Svezia under 21 | Cronologia completa delle presenze e delle reti in nazionale ― Svezia under 21 | Cronologia completa delle presenze e delle reti in nazionale ― Svezia under 21 |
| Data                                                                           | Città                                                                          | In casa                                                                        | Risultato                                                                      | Ospiti                                                                         | Competizione                                                                   | Reti                                                                           | Note                                                                           |
| ------------------------------------------------------------------------------ | ------------------------------------------------------------------------------ | ------------------------------------------------------------------------------ | ------------------------------------------------------------------------------ | ------------------------------------------------------------------------------ | ------------------------------------------------------------------------------ | ------------------------------------------------------------------------------ | ------------------------------------------------------------------------------ |
| 9-2-2011                                                                       | Penafiel                                                                       | Portogallo under 21                                                            | 3 – 1                                                                          | Svezia under 21                                                                | Amichevole                                                                     | Johan Larsson                                                                  | Cap: J.Johansson                                                               |
| 24-3-2011                                                                      | Reggio Emilia                                                                  | Italia under 21                                                                | 3 – 1                                                                          | Svezia under 21                                                                | Amichevole                                                                     | Johan Larsson                                                                  | Cap: O.Hiljemark                                                               |
| 2-6-2011                                                                       | Hamar                                                                          | Norvegia under 21                                                              | 1 – 4                                                                          | Svezia under 21                                                                | Amichevole                                                                     | Pontus Jansson 2 Mervan Çelik Philip Hellqvist                                 | Cap: P.Jansson                                                                 |
| 6-6-2011                                                                       | Falkenberg                                                                     | Svezia under 21                                                                | 2 – 1                                                                          | Serbia under 21                                                                | Amichevole                                                                     | John Guidetti Rasmus Jönsson                                                   | Cap: O.Hiljemark                                                               |
| 10-8-2011                                                                      | Landskrona                                                                     | Svezia under 21                                                                | 3 – 0                                                                          | Paesi Bassi under 21                                                           | Amichevole                                                                     | Jakob Johansson 2 John Guidetti 1 (rig.)                                       | Cap: J.Hamad                                                                   |
| 1-9-2011                                                                       | Marijampolė                                                                    | Lituania under 21                                                              | 0 – 1                                                                          | Svezia under 21                                                                | Qual. Europeo Under-21 2013                                                    | Mervan Çelik                                                                   | Cap: J.Hamad                                                                   |
| 5-9-2011                                                                       | Kalmar                                                                         | Svezia under 21                                                                | 4 – 0                                                                          | Lituania under 21                                                              | Qual. Europeo Under-21 2013                                                    | John Guidetti (rig.) 2 Rasmus Jönsson Samuel Armenteros                        | Cap: J.Hamad                                                                   |
| 6-10-2011                                                                      | Trelleborg                                                                     | Svezia under 21                                                                | 1 – 1                                                                          | Slovenia under 21                                                              | Qual. Europeo Under-21 2013                                                    | Alexander Milosevic                                                            | Cap: J.Hamad                                                                   |
| 10-10-2011                                                                     | Valkeakoski                                                                    | Finlandia under 21                                                             | 0 – 1                                                                          | Svezia under 21                                                                | Qual. Europeo Under-21 2013                                                    | Jiloan Hamad                                                                   | Cap: J.Hamad                                                                   |
| 15-11-2011                                                                     | Gozo                                                                           | Malta under 21                                                                 | 0 – 1                                                                          | Svezia under 21                                                                | Qual. Europeo Under-21 2013                                                    | Jiloan Hamad                                                                   | Cap: J.Hamad                                                                   |
| 29-2-2012                                                                      | Marbella                                                                       | Russia under 21                                                                | 4 – 1                                                                          | Svezia under 21                                                                | Amichevole                                                                     | Mervan Çelik                                                                   | Cap: J.Hamad                                                                   |
| 31-5-2012                                                                      | Kiev                                                                           | Ucraina under 21                                                               | 6 – 0                                                                          | Svezia under 21                                                                | Qual. Europeo Under-21 2013                                                    | -                                                                              | Cap: J.Hamad                                                                   |
| 6-6-2012                                                                       | Halmstad                                                                       | Svezia under 21                                                                | 4 – 0                                                                          | Malta under 21                                                                 | Qual. Europeo Under-21 2013                                                    | Mervan Çelik 2 Mikael Ishak Astrit Ajdarevic (rig.)                            | Cap: J.Hamad                                                                   |
| 13-6-2012                                                                      | Kalmar                                                                         | Svezia under 21                                                                | 3 – 0                                                                          | Finlandia under 21                                                             | Qual. Europeo Under-21 2013                                                    | 2 Mikael Ishak Mervan Çelik                                                    | Cap: J.Hamad                                                                   |
| 15-8-2012                                                                      | Jönköping                                                                      | Svezia under 21                                                                | 0 – 2                                                                          | Romania under 21                                                               | Amichevole                                                                     | -                                                                              | Cap: J.Hamad                                                                   |
| 6-9-2012                                                                       | Maribor                                                                        | Slovenia under 21                                                              | 2 – 1                                                                          | Svezia under 21                                                                | Qual. Europeo Under-21 2013                                                    | Jakob Johansson                                                                | Cap: J.Hamad                                                                   |
| 10-9-2012                                                                      | Kalmar                                                                         | Svezia under 21                                                                | 2 – 1                                                                          | Ucraina under 21                                                               | Qual. Europeo Under-21 2013                                                    | Astrit Ajdarevic Mikael Ishak                                                  | Cap: P.Jansson                                                                 |
| 12-10-2012                                                                     | Pescara                                                                        | Italia under 21                                                                | 1 – 0                                                                          | Svezia under 21                                                                | Qual. Europeo Under-21 2013                                                    | -                                                                              | Cap: J.Hamad                                                                   |
| 16-10-2012                                                                     | Kalmar                                                                         | Svezia under 21                                                                | 2 – 3                                                                          | Italia under 21                                                                | Qual. Europeo Under-21 2013                                                    | Mikael Ishak Oscar Hiljemark                                                   | Cap: J.Hamad                                                                   |
| 14-11-2012                                                                     | Praga                                                                          | Rep. Ceca under 21                                                             | 1 – 1                                                                          | Svezia under 21                                                                | Amichevole                                                                     | Branimir Hrgota                                                                | Cap: O.Hiljemark                                                               |
| 5-2-2013                                                                       | Walsall                                                                        | Inghilterra under 21                                                           | 4 – 0                                                                          | Svezia under 21                                                                | Amichevole                                                                     | -                                                                              | Cap: O.Hiljemark                                                               |
| 21-3-2013                                                                      | Viseu                                                                          | Portogallo under 21                                                            | 0 – 1                                                                          | Svezia under 21                                                                | Amichevole                                                                     | Mikael Ishak                                                                   | Cap: O.Hiljemark                                                               |
| 24-3-2013                                                                      | Varaždin                                                                       | Croazia under 21                                                               | 3 – 0                                                                          | Svezia under 21                                                                | Amichevole                                                                     | -                                                                              | Cap: A.Milosevic                                                               |
| 6-6-2013                                                                       | Växjö                                                                          | Svezia under 21                                                                | 3 – 2                                                                          | Svizzera under 21                                                              | Amichevole                                                                     | Oscar Hiljemark Sam Larsson Dardan Rexhepi                                     | Cap: A.Milosevic                                                               |
| 11-6-2013                                                                      | Marbella                                                                       | Cuba under 21                                                                  | 1 – 3                                                                          | Svezia under 21                                                                | Amichevole                                                                     | Alexander Milosevic Dardan Rexhepi Nicklas Bärkroth                            | Cap: A.Milosevic                                                               |
| 14-8-2013                                                                      | Varberg                                                                        | Svezia under 21                                                                | 0 – 2                                                                          | Norvegia under 21                                                              | Amichevole                                                                     | -                                                                              | Cap: A.Milosevic                                                               |
| 6-9-2013                                                                       | Malmö                                                                          | Svezia under 21                                                                | 3 – 1                                                                          | Polonia under 21                                                               | Qual. Europeo Under-21 2015                                                    | Simon Thern Branimir Hrgota Mikael Ishak                                       | Cap: O.Hiljemark                                                               |
| 10-9-2013                                                                      | Istanbul                                                                       | Turchia under 21                                                               | 2 – 2                                                                          | Svezia under 21                                                                | Qual. Europeo Under-21 2015                                                    | Melker Hallberg Simon Gustafson                                                | Cap: O.Hiljemark                                                               |
| 12-10-2013                                                                     | Cracovia                                                                       | Polonia under 21                                                               | 2 – 0                                                                          | Svezia under 21                                                                | Qual. Europeo Under-21 2015                                                    | -                                                                              | Cap: O.Hiljemark                                                               |
| 15-11-2013                                                                     | Katerini                                                                       | Grecia under 21                                                                | 5 – 1                                                                          | Svezia under 21                                                                | Qual. Europeo Under-21 2015                                                    | Mikael Ishak                                                                   | Cap: A.Milosevic                                                               |
| 19-11-2013                                                                     | Malmö                                                                          | Svezia under 21                                                                | 5 – 0                                                                          | Malta under 21                                                                 | Qual. Europeo Under-21 2015                                                    | 2 John Guidetti Viktor Claesson Branimir Hrgota Christoffer Nyman              | Cap: S.Thern                                                                   |
| 5-3-2014                                                                       | Attard                                                                         | Malta under 21                                                                 | 1 – 2                                                                          | Svezia under 21                                                                | Qual. Europeo Under-21 2015                                                    | Alexander Milosevic John Guidetti                                              | Cap: A.Milosevic                                                               |
| 5-6-2014                                                                       | Akranes                                                                        | Islanda under 21                                                               | 0 – 2                                                                          | Svezia under 21                                                                | Amichevole                                                                     | Isaac Kiese Thelin Malkolm Moenza                                              | Cap: S.Thern                                                                   |
| 9-6-2014                                                                       | Trelleborg                                                                     | Svezia under 21                                                                | 1 – 0                                                                          | Slovacchia under 21                                                            | Amichevole                                                                     | Isaac Kiese Thelin                                                             | Cap: O.Lewicki                                                                 |
| 5-9-2014                                                                       | Halmstad                                                                       | Svezia under 21                                                                | 3 – 0                                                                          | Grecia under 21                                                                | Qual. Europeo Under-21 2015                                                    | John Guidetti 2 Isaac Kiese Thelin                                             | Cap: O.Hiljemark                                                               |
| 9-9-2014                                                                       | Halmstad                                                                       | Svezia under 21                                                                | 4 – 3                                                                          | Turchia under 21                                                               | Qual. Europeo Under-21 2015                                                    | 3 Kristoffer Olsson Oscar Hiljemark                                            | Cap: O.Hiljemark                                                               |
| 10-10-2014                                                                     | Le Mans                                                                        | Francia under 21                                                               | 2 – 0                                                                          | Svezia under 21                                                                | Qual. Europeo Under-21 2015                                                    | -                                                                              | Cap: A.Milosevic                                                               |
| 14-10-2014                                                                     | Halmstad                                                                       | Svezia under 21                                                                | 4 – 1                                                                          | Francia under 21                                                               | Qual. Europeo Under-21 2015                                                    | 2 Isaac Kiese Thelin 2 Oscar Lewicki                                           | Cap: A.Milosevic                                                               |
| 14-11-2014                                                                     | Pafo                                                                           | Cipro under 21                                                                 | 1 – 1 (3 - 5 dtr)                                                              | Svezia under 21                                                                | Amichevole                                                                     | Dino Islamovic                                                                 | Cap: V.Lindelof                                                                |
| 18-11-2014                                                                     | Pafo                                                                           | Austria under 21                                                               | 2 – 2 (2 - 4 dtr)                                                              | Svezia under 21                                                                | Amichevole                                                                     | Kristoffer Peterson Jesper Manns                                               | Cap: V.Lindelof                                                                |
| 27-3-2015                                                                      | Novi Sad                                                                       | Serbia under 21                                                                | 0 – 1                                                                          | Svezia under 21                                                                | Amichevole                                                                     | Mikael Ishak                                                                   | Cap: O.Hiljemark                                                               |
| 18-6-2015                                                                      | Olomouc                                                                        | Italia under 21                                                                | 1 – 2                                                                          | Svezia under 21                                                                | Europeo Under-21 2015 - 1º turno                                               | John Guidetti Isaac Kiese Thelin (rig.)                                        | Cap: O.Hiljemark                                                               |
| 21-6-2015                                                                      | Olomouc                                                                        | Svezia under 21                                                                | 0 – 1                                                                          | Inghilterra under 21                                                           | Europeo Under-21 2015 - 1º turno                                               | -                                                                              | Cap: O.Hiljemark                                                               |
| 24-6-2015                                                                      | Uherské Hradiště                                                               | Portogallo under 21                                                            | 1 – 1                                                                          | Svezia under 21                                                                | Europeo Under-21 2015 - 1º turno                                               | Simon Tibbling                                                                 | Cap: O.Hiljemark                                                               |
| 27-6-2015                                                                      | Praga                                                                          | Danimarca under 21                                                             | 1 – 4                                                                          | Svezia under 21                                                                | Europeo Under-21 2015 - Semifinale                                             | John Guidetti (rig.) Simon Tibbling Robin Quaison Oscar Hiljemark              | Cap: O.Hiljemark                                                               |
| 30-6-2015                                                                      | Praga                                                                          | Svezia under 21                                                                | 0 – 0 dts (4 - 3 dtr)                                                          | Portogallo under 21                                                            | Europeo Under-21 2015 - Finale                                                 | -                                                                              | Cap: O.Hiljemark                                                               |
| 3-9-2015                                                                       | Hällevik                                                                       | Svezia under 21                                                                | 3 – 0                                                                          | San Marino under 21                                                            | Qual. Europeo Under-21 2017                                                    | Kristoffer Olsson Muamer Tankovic Kerim Mrabti                                 | Cap: V.Lindelof                                                                |
| 9-10-2015                                                                      | Uppsala                                                                        | Svezia under 21                                                                | 5 – 0                                                                          | Estonia under 21                                                               | Qual. Europeo Under-21 2017                                                    | 2 Gustav Engvall Melker Hallberg 2 Ferhad Ayaz                                 | Cap: V.Lindelof                                                                |
| 13-10-2015                                                                     | Tenerife                                                                       | Spagna under 21                                                                | 1 – 1                                                                          | Svezia under 21                                                                | Qual. Europeo Under-21 2017                                                    | Gustav Engvall                                                                 | Cap: V.Lindelof                                                                |
| 17-11-2015                                                                     | Gori                                                                           | Georgia under 21                                                               | 0 – 1                                                                          | Svezia under 21                                                                | Qual. Europeo Under-21 2017                                                    | Kerim Mrabti                                                                   | Cap: S.Tibbling                                                                |
| 27-3-2016                                                                      | Serravalle                                                                     | San Marino under 21                                                            | 0 – 2                                                                          | Svezia under 21                                                                | Qual. Europeo Under-21 2017                                                    | Alexander Fransson Samuel Gustafson                                            | Cap: S.Tibbling                                                                |
| 3-6-2016                                                                       | Uddevalla                                                                      | Svezia under 21                                                                | 3 – 2                                                                          | Georgia under 21                                                               | Qual. Europeo Under-21 2017                                                    | Kristoffer Olsson (rig.) Emil Krafth Jordan Larsson                            | Cap: K.Olsson                                                                  |
| 1-9-2016                                                                       | Koprivnica                                                                     | Croazia under 21                                                               | 1 – 1                                                                          | Svezia under 21                                                                | Qual. Europeo Under-21 2017                                                    | Pawel Cibicki                                                                  | Cap: K.Olsson                                                                  |
| 5-9-2016                                                                       | Malmö                                                                          | Svezia under 21                                                                | 1 – 1                                                                          | Spagna under 21                                                                | Qual. Europeo Under-21 2017                                                    | autorete                                                                       | Cap: K.Olsson                                                                  |
| 6-10-2016                                                                      | Pärnu                                                                          | Estonia under 21                                                               | 0 – 3                                                                          | Svezia under 21                                                                | Qual. Europeo Under-21 2017                                                    | Filip Dagerstal Muamer Tankovic Joel Asoro                                     | Cap: K.Olsson                                                                  |
| 10-10-2016                                                                     | Trelleborg                                                                     | Svezia under 21                                                                | 4 – 2                                                                          | Croazia under 21                                                               | Qual. Europeo Under-21 2017                                                    | Linus Wahlqvist (rig.) Kristoffer Olsson Melker Hallberg Carlos Strandberg     | Cap: K.Olsson                                                                  |
| 24-3-2017                                                                      | Marbella                                                                       | Svezia under 21                                                                | 0 – 2                                                                          | Serbia under 21                                                                | Amichevole                                                                     | -                                                                              | Cap: K.Olsson                                                                  |
| 27-3-2017                                                                      | Marbella                                                                       | Svezia under 21                                                                | 4 – 0                                                                          | Rep. Ceca under 21                                                             | Amichevole                                                                     | 2 Carlos Strandberg Kerim Mrabti Muamer Tankovic                               | Cap: K.Olsson                                                                  |
| 10-6-2017                                                                      | Helsingborg                                                                    | Svezia under 21                                                                | 0 – 2                                                                          | Danimarca under 21                                                             | Amichevole                                                                     | -                                                                              | Cap: K.Olsson                                                                  |
| 16-6-2017                                                                      | Kielce                                                                         | Svezia under 21                                                                | 0 – 0                                                                          | Inghilterra under 21                                                           | Europeo Under-21 2017 - 1º turno                                               | -                                                                              | Cap: K.Olsson                                                                  |
| 19-6-2017                                                                      | Lublino                                                                        | Polonia under 21                                                               | 2 – 2                                                                          | Svezia under 21                                                                | Europeo Under-21 2017 - 1º turno                                               | Carlos Strandberg Jacob Une Larsson                                            | Cap: K.Olsson                                                                  |
| 22-6-2017                                                                      | Lublino                                                                        | Slovacchia under 21                                                            | 3 – 0                                                                          | Svezia under 21                                                                | Europeo Under-21 2017 - 1º turno                                               | -                                                                              | Cap: K.Olsson                                                                  |
| Totale                                                                         |                                                                                | Presenze                                                                       | 23                                                                             |                                                                                | Reti                                                                           | 55                                                                             |                                                                                |

### Nazionale nel dettaglio
Statistiche aggiornate al 14 novembre 2020.
| 2020             | Fær Øer        | UEFA Nations League 2020-2021 | 1º nel Gruppo 1 della Lega D, promosso | 6  | 3 | 3  | 0  | 50,00 | 9  | 5  | +4  |
| 2021             | Fær Øer        | Qual. Mondiale 2022           | 5º nel Gruppo F                        | 10 | 1 | 1  | 8  | 10,00 | 7  | 23 | -16 |
| 2022             | Fær Øer        | UEFA Nations League 2022-2023 | 3º nel Gruppo 1 della Lega C           | 6  | 2 | 2  | 2  | 33,33 | 7  | 10 | -3  |
| 2023             | Fær Øer        | Qual. Euro 2024               | 5º nel Gruppo E                        | 8  | 0 | 2  | 6  | &0,00 | 2  | 13 | -11 |
| 2024             | Fær Øer        | UEFA Nations League 2024-2025 | Esonerato                              | 4  | 0 | 3  | 1  | &0,00 | 4  | 5  | -3  |
| Dal 2020 al 2024 | Fær Øer        | Amichevoli                    |                                        | 14 | 3 | 2  | 9  | 21,43 | 13 | 24 | -11 |
| Totale Fær Øer   | Totale Fær Øer | Totale Fær Øer                | Totale Fær Øer                         | 48 | 9 | 13 | 26 | 18,75 | 42 | 80 | -38 |

#### Panchine da commissario tecnico della nazionale feroense
| Cronologia completa delle presenze e delle reti in nazionale ― Fær Øer | Cronologia completa delle presenze e delle reti in nazionale ― Fær Øer | Cronologia completa delle presenze e delle reti in nazionale ― Fær Øer | Cronologia completa delle presenze e delle reti in nazionale ― Fær Øer | Cronologia completa delle presenze e delle reti in nazionale ― Fær Øer | Cronologia completa delle presenze e delle reti in nazionale ― Fær Øer | Cronologia completa delle presenze e delle reti in nazionale ― Fær Øer | Cronologia completa delle presenze e delle reti in nazionale ― Fær Øer |
| Data                                                                   | Città                                                                  | In casa                                                                | Risultato                                                              | Ospiti                                                                 | Competizione                                                           | Reti                                                                   | Note                                                                   |
| ---------------------------------------------------------------------- | ---------------------------------------------------------------------- | ---------------------------------------------------------------------- | ---------------------------------------------------------------------- | ---------------------------------------------------------------------- | ---------------------------------------------------------------------- | ---------------------------------------------------------------------- | ---------------------------------------------------------------------- |
| 3-9-2020                                                               | Tórshavn                                                               | Fær Øer                                                                | 3 – 2                                                                  | Malta                                                                  | UEFA Nations League 2020-2021 - Lega D                                 | Klaemint Olsen Andreas Lava Olsen Brandur Hendriksson                  | Cap: H.Hansson                                                         |
| 6-9-2020                                                               | Andorra la Vella                                                       | Andorra                                                                | 0 – 1                                                                  | Fær Øer                                                                | UEFA Nations League 2020-2021 - Lega D                                 | Klaemint Olsen                                                         | Cap: H.Hansson                                                         |
| 7-10-2020                                                              | Herning                                                                | Danimarca                                                              | 4 – 0                                                                  | Fær Øer                                                                | Amichevole                                                             | -                                                                      | Cap: H.Hansson                                                         |
| 10-10-2020                                                             | Tórshavn                                                               | Fær Øer                                                                | 1 – 1                                                                  | Lettonia                                                               | UEFA Nations League 2020-2021 - Lega D                                 | Odmar Færø                                                             | Cap: H.Hansson                                                         |
| 13-10-2020                                                             | Tórshavn                                                               | Fær Øer                                                                | 2 – 0                                                                  | Andorra                                                                | UEFA Nations League 2020-2021 - Lega D                                 | 2 Klaemint Olsen                                                       | Cap: H.Hansson                                                         |
| 11-11-2020                                                             | Vilnius                                                                | Lituania                                                               | 2 – 1                                                                  | Fær Øer                                                                | Amichevole                                                             | Gunnar Vatnhamar                                                       | Cap: V.Davidsen                                                        |
| 14-11-2020                                                             | Riga                                                                   | Lettonia                                                               | 1 – 1                                                                  | Fær Øer                                                                | UEFA Nations League 2020-2021 - Lega D                                 | Gunnar Vatnhamar                                                       | Cap: V.Davidsen                                                        |
| 17-11-2020                                                             | Attard                                                                 | Malta                                                                  | 1 – 1                                                                  | Fær Øer                                                                | UEFA Nations League 2020-2021 - Lega D                                 | Ári Mohr Jónsson                                                       | Cap: H.Hansson                                                         |
| 25-3-2021                                                              | Chișinău                                                               | Moldavia                                                               | 1 – 1                                                                  | Fær Øer                                                                | Qual. Mondiali 2022                                                    | Meinhard Olsen                                                         | Cap: H.Hansson                                                         |
| 28-3-2021                                                              | Vienna                                                                 | Austria                                                                | 3 – 1                                                                  | Fær Øer                                                                | Qual. Mondiali 2022                                                    | Sonni Nattestad                                                        | Cap: H.Hansson                                                         |
| 31-3-2021                                                              | Edimburgo                                                              | Scozia                                                                 | 4 – 0                                                                  | Fær Øer                                                                | Qual. Mondiali 2022                                                    | -                                                                      | Cap: H.Hansson                                                         |
| 4-6-2021                                                               | Tórshavn                                                               | Fær Øer                                                                | 0 – 1                                                                  | Islanda                                                                | Amichevole                                                             | -                                                                      | Cap: H.Hansson                                                         |
| 7-6-2021                                                               | Tórshavn                                                               | Fær Øer                                                                | 5 – 1                                                                  | Liechtenstein                                                          | Amichevole                                                             | 2 Klaemint Olsen 2 Brandur Hendriksson Viljormur Davidsen (rig.)       | Cap: V.Davidsen                                                        |
| 1-9-2021                                                               | Tórshavn                                                               | Fær Øer                                                                | 0 – 4                                                                  | Israele                                                                | Qual. Mondiali 2022                                                    | -                                                                      | Cap: G.Nielsen                                                         |
| 4-9-2021                                                               | Tórshavn                                                               | Fær Øer                                                                | 0 – 1                                                                  | Danimarca                                                              | Qual. Mondiali 2022                                                    | -                                                                      | Cap: H.Hansson                                                         |
| 7-9-2021                                                               | Tórshavn                                                               | Fær Øer                                                                | 2 – 1                                                                  | Moldavia                                                               | Qual. Mondiali 2022                                                    | Klaemint Olsen Heini Vatnsdal                                          | Cap: H.Hansson                                                         |
| 9-10-2021                                                              | Tórshavn                                                               | Fær Øer                                                                | 0 – 2                                                                  | Austria                                                                | Qual. Mondiali 2022                                                    | -                                                                      | Cap: H.Hansson                                                         |
| 12-10-2021                                                             | Tórshavn                                                               | Fær Øer                                                                | 0 – 1                                                                  | Scozia                                                                 | Qual. Mondiali 2022                                                    | -                                                                      | Cap: H.Hansson                                                         |
| 12-11-2021                                                             | Copenaghen                                                             | Danimarca                                                              | 3 – 1                                                                  | Fær Øer                                                                | Qual. Mondiali 2022                                                    | Klaemint Olsen                                                         | Cap: H.Hansson                                                         |
| 15-11-2021                                                             | Netanya                                                                | Israele                                                                | 3 – 2                                                                  | Fær Øer                                                                | Qual. Mondiali 2022                                                    | Sølvi Vatnhamar Klaemint Olsen                                         | Cap: H.Hansson                                                         |
| 26-3-2022                                                              | Gibilterra                                                             | Gibilterra                                                             | 0 – 0                                                                  | Fær Øer                                                                | Amichevole                                                             | -                                                                      | Cap: H.Hansson                                                         |
| 29-3-2022                                                              | San Pedro del Pinatar                                                  | Fær Øer                                                                | 1 – 0                                                                  | Liechtenstein                                                          | Amichevole                                                             | Patrik Johannesen                                                      | Cap: H.Hansson                                                         |
| 4-6-2022                                                               | Istanbul                                                               | Turchia                                                                | 4 – 0                                                                  | Fær Øer                                                                | UEFA Nations League 2022-2023 - Lega C                                 | -                                                                      | Cap: H.Hansson                                                         |
| 7-6-2022                                                               | Tórshavn                                                               | Fær Øer                                                                | 0 – 1                                                                  | Lussemburgo                                                            | UEFA Nations League 2022-2023 - Lega C                                 | -                                                                      | Cap: H.Hanson                                                          |
| 11-6-2022                                                              | Tórshavn                                                               | Fær Øer                                                                | 2 – 1                                                                  | Lituania                                                               | UEFA Nations League 2022-2023 - Lega C                                 | Viljormur Davidsen (rig.) Jákup Andreasen                              | Cap: V.Davidsen                                                        |
| 14-6-2022                                                              | Lussemburgo                                                            | Lussemburgo                                                            | 2 – 2                                                                  | Fær Øer                                                                | UEFA Nations League 2022-2023 - Lega C                                 | 2 Jóannes Bjartalíð                                                    | Cap: H.Hansson                                                         |
| 22-9-2022                                                              | Vilnius                                                                | Lituania                                                               | 1 – 1                                                                  | Fær Øer                                                                | UEFA Nations League 2022-2023 - Lega C                                 | Jákup Andreasen                                                        | Cap: V.Davidsen                                                        |
| 25-9-2022                                                              | Tórshavn                                                               | Fær Øer                                                                | 2 – 1                                                                  | Turchia                                                                | UEFA Nations League 2022-2023 - Lega C                                 | Viljormur Davidsen Joan Edmundsson                                     | Cap: V.Davidsen                                                        |
| 16-11-2022                                                             | Olomouc                                                                | Rep. Ceca                                                              | 5 – 0                                                                  | Fær Øer                                                                | Amichevole                                                             | -                                                                      | Cap: V.Davidsen                                                        |
| 19-11-2022                                                             | Pristina                                                               | Kosovo                                                                 | 1 – 1                                                                  | Fær Øer                                                                | Amichevole                                                             | Stefan Radosavljević                                                   | Cap: V.Davidsen                                                        |
| 24-3-2023                                                              | Chișinău                                                               | Moldavia                                                               | 1 – 1                                                                  | Fær Øer                                                                | Qual. Euro 2024                                                        | Mads Mikkelsen                                                         | Cap: V.Davidsen                                                        |
| 27-3-2023                                                              | Skopje                                                                 | Macedonia del Nord                                                     | 1 – 0                                                                  | Fær Øer                                                                | Amichevole                                                             | -                                                                      | Cap: V.Davidsen                                                        |
| Totale                                                                 |                                                                        | Presenze                                                               | 32                                                                     |                                                                        | Reti                                                                   | 32                                                                     |                                                                        |

## Palmarès

### Allenatore

#### Nazionale
- Campionato d'Europa Under-21: 1

Repubblica Ceca 2015